# Quaestio (Lehrpraxis)
Quaestio ist eine Methode der wissenschaftlichen Arbeit während der Scholastik.

## Geschichte
Die Bezeichnung quaestio lässt sich aus dem Lateinischen ableiten und bedeutet Die Frage. Während der Scholastik war die unter dem Namen Quaestio stehende Methode eine verbreitete Form der wissenschaftlichen Auseinandersetzung. Als Ausgangsform jeden wissenschaftlichen Denkens war die quaestio in Form der „quaestio disputata“ (Disputation) neben der „lectio“ (Vorlesung) im scholastisch bestimmten Mittelalter die übliche Lehr- und Lernmethode. Angelehnt an diese Methode ist eine entsprechende literarische Form entwickelt worden, zusammengefasst die quaestiones. Viele mittelalterliche Abhandlungen sind in diesem Format verfasst worden.
Die quaestio diente zur Wiederholung und Vertiefung der lectio und gewann auf diese selbst einen steigenden Einfluss. Es gab je nach Lehrplan oder akademischem Rang der Beteiligten verschiedene Arten der quaestio, deren Themen entweder festlagen, bestimmt wurden oder frei wählbar (quaestio quodlibet auch quaestio quodlibetalis) waren. Beteiligte waren der opponens (Widersprechende) und der respondens (Antwortende) unter der Leitung eines Mitgliedes des Lehrkörpers. Vielfach beteiligten sich auch die Zuhörer.
Die quaestio quodlibetalis war ein feierliches Ereignis für die gesamte Universität und so ein Höhepunkt des akademischen Lebens. In diesem Rahmen wurden auch scherzhafte Fragen erörtert, insbesondere war dies eine Möglichkeit für Studenten und Kollegen, den magister aufs Eis zu führen.
In Bezug auf das berühmte Problem, wie viele Engel auf eine Nadelspitze passen – bekannt etwa durch Christian Morgensterns Gedicht Scholastikerprobleme – ist zu bemerken, dass diese Frage für das Mittelalter nicht belegt ist (wohl aber die Frage, ob viele Engel zugleich an einem Ort sein können.)
Mittelalterlich ist dagegen die Aussage, dass tausend Seelen im Himmel auf eine Nadelspitze passen. Sie erscheint in dem mystischen Traktat Schwester Katrei aus dem 14. Jahrhundert bereits als Gelehrtenaussage, die auch im Volksmund allgemein bekannt sei.